# March (Album)
March ist ein Jazzalbum von Tomas Fujiwaras Formation Triple Double. Die am 10. und 11. Dezember 2019 im Firehouse 12, New Haven, Connecticut entstandenen Aufnahmen erschienen am 5. März 2022 auf Firehouse 12 Records.

## Hintergrund
March ist das zweite Album von Fujiwaras Gruppe Triple Double, nach deren selbstbetiteltem Debütalbum, das 2017 auf Firehouse 12 Records erschienen war.
Das Doppeltrio sei ein interessantes Arrangement im Jazz, schrieb Mike Borella, bei dem sechs Musiker zwei Teil-Trios bilden, die jedoch die Möglichkeit hätten, in separate Einheiten auseinanderzugehen oder wiederum zu einem Sextett zusammenzulaufen. Zur Besetzung von Tomas Fujiwara Triple Double gehören Gerald Cleaver (ebenfalls am Schlagzeug), Mary Halvorson und Brandon Seabrook (Gitarren) sowie Ralph Alessi (Trompete) und Taylor Ho Bynum (Kornett), eine Gruppe von Musikern, die zuvor auf unterschiedliche Weise zusammen gespielt hatten.

## Titelliste
- Tomas Fujiwara Tomas Triple Double: March (Firehouse 12 Records FH12-04-01-035)[2]

1. Pack Up, Coming for You 4:51
2. Life Only Gets More 4:40
3. Wave Shake and Angle Bounce 5:28
4. The March of the Storm Before the Quiet of the Dance 8:36
5. Docile Fury Ballad 6:49
6. Silhouettes in Smoke 5:29
7. For Alan, Part II 17:28

Die Kompositionen stammen von Tomas Fujiwara.

## Rezeption
Mike Borella (Avant Music News) meinte, die Musik sei direkt im kreativen Jazz-Kosmos New Yorks angesiedelt; wenn auch zugegebenermaßen diese grobe Kategorie angesichts der großen Bandbreite an Stilen und Texturen, die eine solche lockere Gruppierung beinhalten kann, nicht besonders aussagekräftig sei. March biete jazzige Themen, Avant-Rock-Breaks und eine großartige Balance zwischen Komposition und Improvisation mit offenem Ende. Insbesondere der Einsatz von zwei Schlagzeugern füge eine rhythmische Geschäftigkeit hinzu. Das Album sei ein weiterer herausragender Eintrag in Fujiwaras Œuvre.

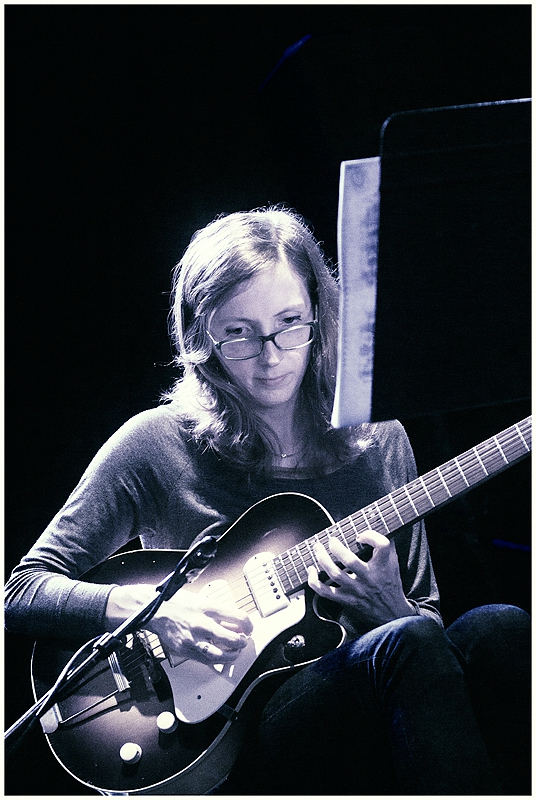
Mary Halvorson (2015)

Nach Meinung von Nate Chinen (Take Five bei WBGO) verfolgt Fujiwara, der sämtliche Musik für „Triple Double“ komponiert, auf dem belebenden zweiten Album der Gruppe ein spontanes Gefühl. Auf „Life Gets Only More“, das Halvorsons unverwechselbaren Gitarrensound in den Vordergrund rücke, tauschen Fujiwara und Cleaver ausgefeilte Ideen aus, wobei sie sowohl Besen als auch Stöcke verwenden. Eine Motivation für das Stück sei die Tatsache gewesen, dass Schlagzeuger selten gebeten werden, in einem Balladetempo solo zu spielen. Wenn der besinnliche Geist des Stücks auf eine Inspiration durch die COVID-19-Pandemie hinzudeuten scheint, ist dies nur teilweise der Fall: Obwohl March bereits Ende 2019 aufgenommen wurde, sei sein Titel „eine Anspielung auf das, was wir alle seit dem folgenden März durchgemacht haben, und die Entschlossenheit, dass zieht uns weiter durch.“
Nach Ansicht von Brian Kiwanuka (Post Genre) bleibt jene Einzigartigkeit bestehen, die das Debütalbum der Formation so eindrucksvoll gemacht habe, und werde gleichzeitig in Form eines Konzepts, das March stark von seinem Vorgänger unterscheide, durcheinander gebracht, doch das Sextett zeige weiterhin ein beeindruckendes Maß an Freiheit. Fujiwara und Cleaver würden beide auf dem gesamten Album exzellent spielen, aber „For Alan, Pt. 2“ sei etwas ganz anderes – ein Schlagzeugduett. Das gleichnamige Debüt von Triple Double hatte „For Alan“, das 8 Minuten dauerte. „Für Alan Pt. 2“ sei mehr als doppelt so lang und irgendwie sogar noch besser. Während der 17 Minuten zeigten die Schlagzeuger ein erstaunliches Gespür für Rhythmus, Dynamik und Kommunikation. Dies sei eine großartige Art, ein sensationelles Album zu beenden; March bestätige weiterhin, dass Tomas Fujiwara ein wichtiger Musiker und Komponist in der Avantgarde-Jazzszene sei. Diese Platte sollte sich niemand entgehen lassen, der auf der Suche nach einer gesunden Dosis Experimentierfreude und Kreativität sei.